# Droga wojewódzka nr 794
Droga wojewódzka nr 794 (DW794) – droga wojewódzka położona na terenie województw: śląskiego i małopolskiego. Łączy Koniecpol z Krakowem. Biegnie w kierunku południkowym. Jej długość wynosi 91 km.

## Miejscowości leżące przy trasie DW794
- Koniecpol (DW786)
- Lelów (DK46)
- Pradła (DK78)
- Pilica (DW790)
- Wolbrom (DW783)
- Przybysławice
- Skała (DW773)
- Kraków (DK7)